# Jeff VanderMeer
Jeffrey Scott VanderMeer, född 7 juli 1968 i Bellefonte, Pennsylvania, är en amerikansk science fiction- och fantasyförfattare. Han föddes i Pennsylvania men tillbringade största delen av sin barndom på Fijiöarna. Numera bor han i Tallahassee tillsammans med sin fru, redaktören Ann VanderMeer.
År 2000 vann han World Fantasy Award för novellen "The Tranformation of Martin Lake" (inkluderad i City of Saints and Madmen). 2014 publicerades Annihilation, första delen av VanderMeers trilogi Southern Reach. Boken vann Nebulapriset 2014 i kategorin roman.
År 2018 filmatiserades VanderMeers bok Annihilation och distribuerades av Netflix med Natalie Portman i huvudrollen och Tuva Novotny i en biroll.

### Romaner
- Veniss Underground (2003)
- Shriek: An Afterword (2006)
- Annihilation (2014) - Utgiven i svensk översättning 2018 under namnet Avgrund av Fria Ligan[18].
- Authority (2014)
- Acceptance (2014)

### Novellsamlingar
- The Book of Frog (1989)
- The Book of Lost Places (1996)
- City of Saints and Madmen: The Book of Ambergris (2001) (har utkommit i tre versioner med utökat material, först 2002, sedan 2004)
- The Day Dali Died (2003)
- Secret Life (2004)
- Why Should I Cut Your Throat? (facklitteratur, 2004)